# Айсинь Гиоро Улхичунь
Айсинь Гиоро Улхичунь (род. 1958) — китайская и японская лингвистка маньчжурского происхождения, известная своими исследованиями маньчжурского, чжурчжэньского и киданьского языков, а также их письменностей. Специалистка по истории династий Ляо и Цзинь. Среди работ Айсинь Гиоро — грамматика маньчжурского языка (1983), словарь чжурчжэньского языка (2003), исследование киданьских надгробных эпитафий (2006), а также множество работ по фонологии и грамматике киданьского языка.

## Биография
Айсинь Гиоро Улхичунь родилась в семье потомственных учёных — историков и лингвистов. Её отец Цзинь Цицзун (1918—2004) и дед Цзинь Гуанпин (1899—1966) были известными исследователями в области маньчжуро- и чжурчжэневедения. Улхичунь является прямым потомком императора Цяньлуна, так как её дед — потомок в шестом поколении от пятого сына Цяньлуна Айсинь Гиоро Юнци. Родственницей Улхичунь приходится также поэтесса Гу Тайцин, бывшая женой Айсинь Гиоро Ихуэя (1799—1838) — внука Айсинь Гиоро Юнци.
Айсинь Гиоро Улхичунь училась в Центральном университете малых народов в Пекине, а диссертацию защитила в университете Киото в Японии. Работала исследовательницей в Центре евразийских культурных исследований университета Киото, в настоящий момент является профессором в Рицумэйкане, университете города Беппу.
Айсинь Гиоро живёт и работает в Японии. Выйдя замуж за японского историка-китаиста Митимасу Ёсимото (яп. 吉本 道雅 Ёсимото Митимаса, род. 1959), она взяла японское имя Тиэко Ёсимото (яп. 吉本 智慧子 Ёсимото Тиэко), но свои научные работы практически всегда подписывает маньчжурским именем (в китайской записи). Японское женское имя Тиэко означает «умная, сообразительная, находчивая», что соответствует значению маньчжурского имени Улхичунь («знание, понимание»).

## Чжурчжэневедение
Одним из примечательных достижений Айсинь Гиоро в области изучения языка и письменности чжурчжэней является идентификация малого чжурчжэньского письма. Согласно Цзинь ши, существовало два вида чжурчжэньского письма: «большое», созданное по приказу Ваньянь Агуды в 1120 году, и «малое», созданное в 1138 императором Ваньянь Хэлой (1135—1150), впервые официально использованное в 1145 году. Считается, что большое чжурчжэньское письмо было создано на основе большого киданьского письма, а малое — на основе киданьского малого, однако все существующие примеры чжурчжэньской письменности, включая чжурчжэньский словарь из серии «Китайско-варварских словарей» (кит. трад. 女真譯語, упр. 女真译语, пиньинь Nǚzhēn Yìyǔ, палл. нюйчжэнь июй) и многочисленные эпиграфические памятники, написаны одним и тем же письмом, похожим формой и структурой на большое киданьское. В 1970-х в Китае было найдено несколько золотых и серебряных пайцз с одинаковой надписью, выполненной, как предполагалось, малым киданьским письмом. Айсинь Гиоро проанализировала эту надпись и пришла к выводу, что, хотя структура знаков идентична малому киданьскому письму, она выполнена малым чжурчжэньским письмом, ранее не идентифицировавшимся. Она утверждает, что малое письмо использовалось лишь в последние пять лет правления своего создателя, Ваньянь Хэлы, а после его убийства это письмо быстро вышло из употребления.

## Работы
- 1983 — 滿語語法 [Грамматика маньчжурского языка]. Hohhot: Inner Mongolia People’s Press.
- 1985 — 滿語讀本 [Маньчжурская хрестоматия]. Hohhot: Inner Mongolia People’s Press.
- 1987 — 滿族古神話 [Древние маньчжурские мифы]. Hohhot: Inner Mongolia People’s Press.
- 1992 — 滿洲語語音研究 [Исследование фонетики маньчжурского языка]. Tokyo: Genbunsha.
- 1996 — 末代鎮國公愛新覺羅恆煦 [Последний князь, оберегающий престол, Айсинь Гиоро Хэнсюй]. Tokyo: Asahi Shimbunsha.
- 1996 — 愛新覺羅氏三代滿洲學論集 [Сборник работ трёх поколений семьи Айсинь Гиоро по маньчжуроведению, в соавторстве с Цзинь Гуанпином и Цзинь Цицзуном]. Yuanfang Press.
- 2001 — 女真文字書研究 [Исследование чжурчжэньского словаря]. Fugasha.
- 2002 — 愛新覺羅氏三代阿爾泰學論集 [Сборник работ трёх поколений семьи Айсинь Гиоро по алтаеведению]. Meizandō.
- 2002 — 女真語言文字新研究 [Новые исследования чжурчжэньского языка и письма]. Meizandō.
- 2003 — 女真文大辞典 [Большой словарь чжурчжэньского письменного языка в соавторстве с Цзинь Цицзуном]. Meizandō.
- 2003 — 女真語·滿洲通古斯諸語比較辭典 [Сравнительный словарь чжурчжэньского и тунгусо-маньчжурских языков в соавторстве с Цзинь Цицзуном].
- 2004 — 契丹文字と女真文字の歴史的比較研究 [Сравнительное исследование истории киданьского и чжурчжэньского письма].
- 2004 — 契丹語言文字研究 [Исследование киданьского языка и письма]. Tokyo: Association of Eastern Literature and History.
- 2004 — 遼金史與契丹女真文 [История Ляо и Цзинь, киданьского и чжурчжэньского письма]. Tokyo: Association of Eastern Literature and History.
- 2005 — 契丹大字研究 [Исследование большого киданьского письма]. Tokyo: Association of Eastern Literature and History.
- 2006 — 契丹文墓誌より見た遼史 [История Ляо в свете киданьских эпитафий]. Kyoto: Shōkadō.
- 2007 — 契丹文字と遼史 [Киданьское письмо и история Ляо].
- 2009 — 愛新覺羅烏拉熙春女真契丹學研究 [Исследования Айсинь Гиоро Улхичунь по чжурчжэневедению и киданеведению]. Kyoto: Shōkadō
- 2009 — 明代の女真人—《女真訳語》から《永寧寺記碑》へ— [Чжурчжэни династии Мин — от «Чжурчжэньского словаря» к стеле Юннинского храма]. Kyoto: Kyoto University Academic Press.
- 2011 — 契丹語諸形態の研究 [Исследование окончаний киданьского языка].
- 2011 — 韓半島から眺めた契丹・女真 [Кидани и чжурчжэни, как их видно с Корейского полуострова, в соавторстве с Ёсимото Митимасой]. Kyoto: Kyoto University Academic Press.
- 2012 — 新出契丹史料の研究 [Исследование вновь найденных киданьских исторических материалов, в соавторстве с Ёсимото Митимасой]. Kyoto: Shōkadō.

## Комментарии
1. ↑  В русской транскрипции И. И. Захарова: Айсинь Гиоро или Айсинь-Гиоро Улхичунь; по другой транскрипции (реже): Айсин Гиоро или Айсин-Гиоро Улхичун.